# KH-4 (航空機)
川崎/ベル KH-4
- 用途：汎用機
- 分類：ヘリコプター
- 製造者：川崎重工業
- 運用者：陸上自衛隊など
- 初飛行：1962年8月2日
- 生産数：203機

KH-4は、日本の航空機メーカー、川崎航空機（現川崎重工業）がベル・エアクラフト製ベル47G3Bをベースに改造開発した4人乗り単発ヘリコプター。KHは川崎ヘリコプターの略、4は4人乗りの意味。通常はベル47G3B-KH-4と呼ばれている。

## 概要
川崎は1954年（昭和29年）から47Gのライセンス生産を行いつつ、ヘリコプターの独自開発の機会を常に狙っていたものの、独自の技術を持っていなかったため、計画は進まなかった。その中、エンジン強化型の47G3B（H-13）の生産を行う際、エンジンの余力を利用して、多用途性を持たせた4人乗り汎用ヘリコプターに改造する計画が発案された。
4人乗りとするために客室は大きく改造され、47Gまで操縦席の両脇が開いていたのをドア方式とした。中央フレーム、燃料タンクなども全面的に再設計され、動力系も独自開発の新技術を採用し、上昇力や航続力も向上している。
改造初号機「摩那」は1962年（昭和37年）8月2日に初飛行、11月4日にヘリの改造開発としては日本で最初に運輸省の形式証明を取得した（初号機はJA7340）ベルのライセンスを受けて販売され、翌年に警視庁に納入されて以降、海上保安庁、読売新聞社、中日新聞社、東北電力、農林水産航空協会、人員や物資の輸送として運行事業会社に採用されたほか、海外へも販売した。生産は1975年（昭和50年）まで続けられ、総生産数は203機にのぼる。陸上自衛隊では、ベル47Gを汎用ヘリコプターH-13として使用していたが、KH-4もH-13KHとして採用した。

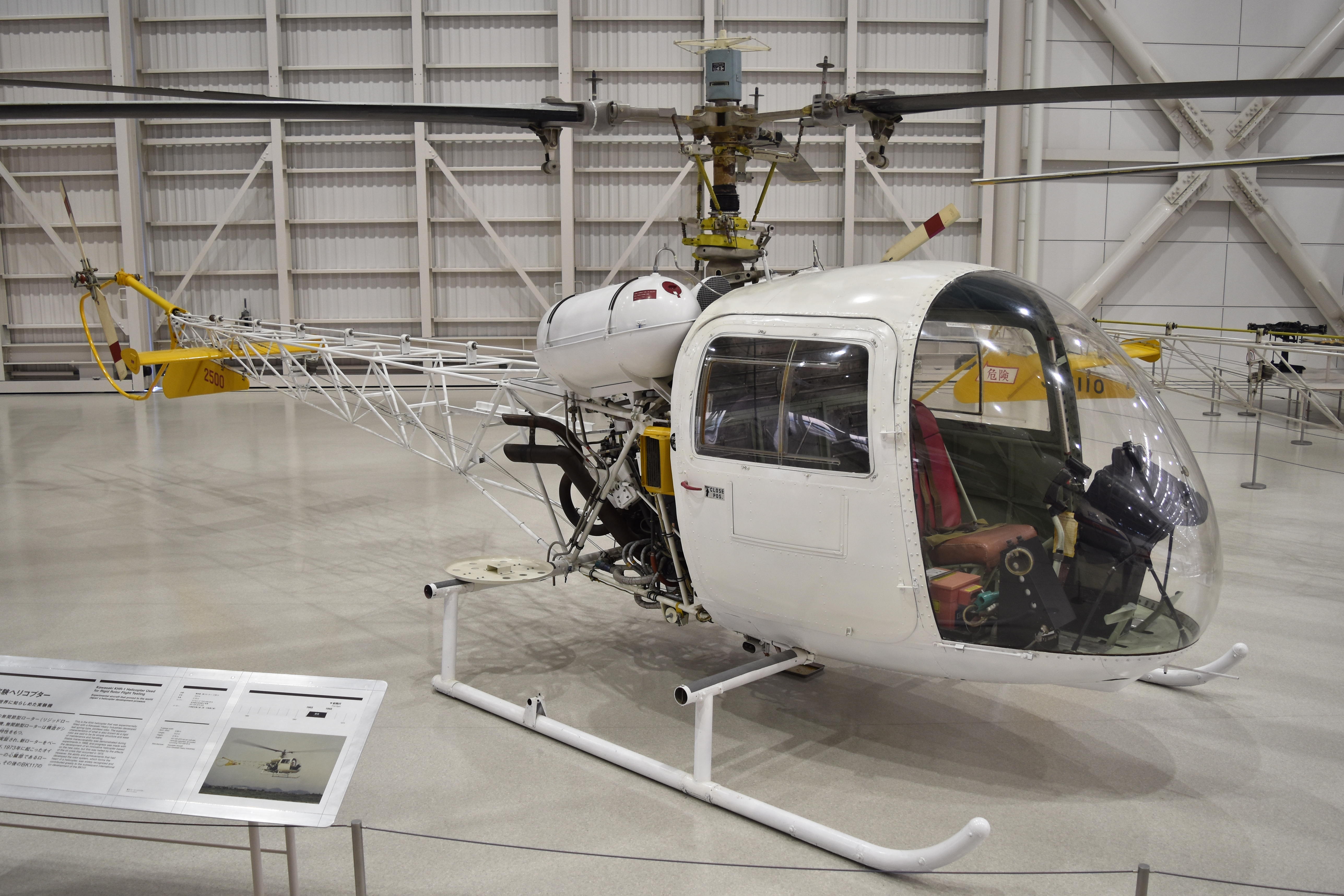
KHR-1（岐阜かかみがはら航空宇宙博物館）

また、川崎ではKH-4をベースとして、無関節型ローター実験機のKHR-1を開発し、研究に用いた。KHR-1は1968年（昭和43年）から実験を開始し、研究の成果を7人乗りのKH-7として量産する計画だったが、石油危機の影響を受けて中断された。KH-7計画は1977年（昭和52年）にドイツMBB社との共同開発によってBK117となったが、KHR-1の成果はBK117や後のOH-1に生かされた。

## 性能･主要諸元
- 搭乗人数 - 乗員1名/乗客3-4名
- 構造特徴 - 鋼管製枠組構造、半関節型ローター
- 全長 - 13.30m
- 全幅 - 11.32m
- 全高 - 2.84m
- 主回転翼直径 -
- 円板荷重 - 12.9kg
- 馬力荷重 - 4.97kg/HP
- 自重 - 777kg
- 最大重量 - 1,293kg
- 搭載重量 - 480kg
- 旅客搭載量 - 231kg/3名
- 発動機- ライカミングTVO435-AIA/BIA/DIA/DIB 水平対向6気筒（過給器付）各1
- 出力 - 260shp
- 超過禁止速度 - 169km/h=M0.14
- 巡航速度 - 146km/h=M0.12
- 航続距離 - 325km（後に399km）